# Partido Republicano Federal
Partido Republicano Federal (PR Federal) foi a primeira tentativa de um partido político nacional durante a República Velha. Surgiu em 1893, com a fusão do Partido Republicano Paulista com clubes republicanos estaduais.
Em 1896, se desestruturou em razão de crises internas. Mesmo em ruínas, o partido aguentou até 1898, quando Lauro Sodré concorreu à Presidência da República, contra o vencedor Campos Sales.

## Principais representantes
- Lauro Sodré - governador do Pará (1891-1897);
- Prudente de Morais - presidente da República (1894-1898);
- Francisco Glicério - Deputado federal (1891-1899);
- Manuel Vitorino - vice-presidente da República (1894-1898);